# Wilhelm Ritter von Záhony
Wilhelm Ritter Freiherr von Záhony (* 16. November 1820; † 22. Juli 1885 in Strazing/Straccis, Grafschaft Görz) war ein Industrieller und Politiker. Er war Abgeordneter zum Landtag von Görz und Gradisca.

## Leben
Wilhelm Ritter von Záhony war der fünfte Sohn des Johann Christoph Ritter, eines Industriellen, der Kolonialzucker-Raffinerien in Triest und Görz betrieb, sowie eine Rübenzuckerraffinerie in Záhony (Ungarn) besaß. Der aus Frankfurt am Main stammende Vater erhielt 1829 in Wien den Adelsstand. Die Mutter, Maria geb. Bressiac, starb 10 Tage nach seiner Geburt.
Er war wie sein Vater Fabrikbesitzer und folgte nach dem Tod seines Bruders Hektor Ritter von Záhony im Jahr 1878 auf dessen Position als Präsident der Handels- und Gewerbekammer von Görz nach. Des Weiteren rückte Wilhelm Ritter von Záhony nach dem Tod seines Bruders auf dessen Mandat als Vertreter der Handels- und Gewerbekammer im Landtag von Görz und Gradisca nach, dass er bis zu seinem Tod 1885 innehatte. Zuvor war er bereits von 1861 bis 1867 Mitglied des Landtags gewesen. 
Wilhelm Ritter von Záhony war des Weiteren Vizepräsident der Ackerbaugesellschaft Görz, Gemeinderat von Görz und Kurator der evangelischen Gemeinde. Er erwarb sich zudem Verdienste um die Einführung der Seidenraupenzucht in Ungarn.
Wilhelm Ritter Freiherr von Záhony heiratete am 3. Juni 1844 Elisabeth Koechlin, die aus der elsässischen Industriellenfamilie entstammte. Er wurde Vater von einem Sohn und drei Töchtern. Seine Tochter Louise heiratete 1869 Eugen Ritter von Záhony (ihren Cousin 1. Grades), der Wilhelm auch als Präsident der Handels- und Gewerbekammer nachfolgte.

## Auszeichnungen
- Orden der Eisernen Krone III. Klasse (1874) und damit Erhebung in den Ritterstand
- Ritterkreuz des Franz-Josef-Ordens
- Offizierskreuz des Ordens der Krone von Italien